# ستيفاني بوند (كاتبة)
ستيفاني بوند (بالإنجليزية: Stephanie Bond)‏ (25 مارس 1965)؛ روائية أمريكية.